# Паола Куаттріні
Паола Куаттріні (італ. Paola Quattrini; 9 березня 1944, Рим, Королівство Італія) — італійська кіноакторка.

## Біографія
У кіно дебютувала у віці чотирьох років у фільмі "Поцілунок мертвої жінки / Il bacio di una morta" (малятко Лілія, 1949). З 1954 року вже виступала на професійній сцені в ролях дітей та підлітків. Надалі з великим успіхом грала в п'єсах класичного і сучасного репертуару.   
Серед найкращих ролей - Мерилін Річчі в трилері Джуліано Карнімео "Справа про закривавленому ірисі / Perche Quelle Strane Gocce Di Sangue Sul Corpo Di Jennifer?" (1972), Леа в фільмі Пупі Аваті "Брати і сестри / Fratelli e sorelle" (1993, премія "Срібна стрічка, 1993).   
У 2009 році Паола Куаттріні опублікувала в Римі книгу спогадів "Любов / AMORE".   
Дочка Сельваджо Куаттріні теж стала актрисою.

## Фільмографія
- Il bacio di una morta (1949)
- La strada finisce sul fiume (1950)
- Gli innocenti pagano (1951)
- La vendetta di una pazza (1952)
- Quo vadis? (1952)
- Il segreto delle tre punte (1953)
- Canzone appassionata (1953)
- Guai ai vinti (1954)
- L'intrusa (1955)
- L'angelo bianco (1955)
- Ragazze d'oggi (1955)
- Le fatiche di Ercole (1958)
- Primo amore (1959)
- I reali di Francia (1959)
- Scandali al mare (1960)
- Le magnifiche 7 (1960)
- I cuori infranti (1963)
- I soldi (1964)
- La più bella coppia del mondo (1968)
- Perché quelle strane gocce di sangue sul corpo di Jennifer? (1972)
- Incensurato, provata disonestà, carriera assicurata cercasi (1972)
- La governante (1974)
- Un uomo, una città (1975)
- L'ammazzatina (1975)
- No alla violenza (1977)
- Riavanti... Marsch! (1979)
- Panagulis vive (1980)
- Di padre in figlio (1982)
- I miei primi 40 anni (1987)
- Le finte bionde (1989)
- Fratelli e sorelle (1992)
- Io no spik inglish (1995)
- Festival (1996)
- La bomba (1999)
- Branchie (1999)